# دژ ته‌‌سونگ
قلعه ته‌سونگ(کره‌ای: 대성산성) تا سال ۶۶۸ میلادی، یک دژ شهری در پایتخت گوگوریو، پیونگ یانگ بود. این قلعه بین رودخانه‌های ته دونگ و پوتونگ قرار دارد. امروزه هم، در شهر پیونگ‌یانگ، کره شمالی باقی مانده‌اند. قدمت این قلعه به قرن سوم تا پنجم میلادی، در دوره گوگوریو، نسب داده شده است.
در دره بین قله جوجاکبونگ و قله سومونبونگ، جایی که دروازه جنوبی واقع شده است، یک قلعه دو لایه و در دره بین قله جوجاکبونگ و قله گوکسابونگ، یک قلعه سه لایه ساخته شده است. این قلعه حدود ۷۵۰ متر از کاخ آنهاک فاصله داشت ، بنابراین پادشاه می‌توانست در مواقع اضطراری به قلعه کوهستانی پناه ببرد. حدود ۱۷۰ برکه در قلعه وجود داشت که برای آب استفاده می‌شدند.

## ساختار
دیوارهای قلعه محیطی به طول ۷۲۱۸ متر دارند. (منبع دیگری طول دیوارها را ۷۰۷۶ متر و طول کل دیوارهای آن را ۹۲۸۴ متر ذکر کرده است) این قلعه که در پای کوه ته سونگ ساخته شده بود، از پایتخت محافظت می‌کرد و چاه‌ها، انبارها و زرادخانه‌ها را در پشت دیوارهای خود جای داده بود. این قلعه همچنان یکی از بزرگ‌ترین استحکامات سنگی یافت شده در کره، چه از نظر محیط و چه از نظر منطقه محصور شده، است.

## دونگ‌چونهو
از آنجایی که عملیات‌های جنگی مانع از خروج مردم از قلعه می‌شد، همیشه چشمه‌ها، برکه‌ها و دریاچه‌هایی در داخل قلعه وجود داشت. در مکان‌هایی از قلعه، دریاچه‌ای به نام دونگ‌چونهو داشت، بنابراین از آب آنجا برای آب آشامیدنی و غیره استفاده می‌شد.